# خط لوله کیستون
خط لولهٔ کیستون یک سیستم خط لوله برای انتقال نفت خام سنتتیک از نفت ماسه‌های البرتا، کانادا و شمال ایالات متحده، به پالایشگاه‌های ساحل خلیج در تگزاس است. دو فاز پروژه در حال بهره‌برداری است و فاز سوم از اکلاهما تا ساحل خلیج در تگزاس تحت احداث است و چهارمی در سپتامبر ۲۰۱۳، منتظر تأیید دولت آمریکا است.
این خط لولهٔ انتقال نفت به طول ۱٬۸۹۷ کیلومتر است که در مسیری که پیش از این خط لولهٔ گاز ترانس-کانادا-آمریکا در آن قرار داشته، ساخته می‌شود. تفاوت این خط لوله با فاز اولیهٔ این پروژه که در همین مسیر بوده در اندازهٔ قطر لوله‌هاست که این‌بار برای انتقال نفت با سرعت بیشتر، قطر لوله‌ها نزدیک به ۹۲ سانتی‌متر خواهد بود. این خط لوله به صورت روزانه قابلیت انتقال ۸۳۰ هزار بشکه نفت خام از کانادا به پالایشگاه‌های خلیج مکزیک را خواهد داشت.
پروژهٔ ساخت خط لولهٔ کیستون از سال ۲۰۰۸ آغاز شده و مسیر کانادا تا حدودی ساخته شده‌است. گسترش این خط لوله در آمریکا با مخالفت سازمان‌های محیط‌زیستی و سازمان‌های حمایت از حق مالکان بر زمین مواجه شده و از آوریل سال ۲۰۱۴، این پروژه به دستور وزارت خارجهٔ آمریکا که مسئول نظارت بر روند پروژه‌های اقتصادی فراملی در آمریکاست، متوقف شده‌است.
مخالفان خط لولهٔ کیستون که بیشتر کنش‌گران محیط‌زیست و متخصصان این حوزه هستند، می‌گویند که نفت تولیدی کانادا از ماسه‌های نفتی آلبرتا می‌آید که به دلیل ساختارش، هنگام سوخت بیشتر از نفت خام دریای شمال یا خاورمیانه دی‌اکسید کربن تولید خواهد کرد. این نفت، به عبارتی، بیشتر از نفت خام کشورهای دیگر موجب تشدید گرمایش زمین خواهد شد.